# Slezenska arterija
Slezenska arterija (lat. arteria lienalis) je arterija u trbušnoj šupljini, grana trbušnog arterijskog debla (lat. truncus coeliacus), koja dovodi oksigeniranu krv za slezenu i dijelove želuca i gušterače.
Slezenska arterija odvija se od trbušnog arterijskog debla, prema lijevo i ide gornjim rubom gušterače. Završne grana slezenske arterije, njih 5-6, su lat. rami lienalis koji ulaze u slezenu.
Ogranci:
- lat. rami pancreatici - ogranci (2-10) za gušteraču
- lat. arteria gastroepiploica sinistra 
  - lat. rami gastrici - prednja i stražnja strana želuca (velika krivina)
  - lat. rami epiploici - veliki omentum (lat. omentum majus)
- lat. arteriae gastricae breves - stražnja strana fundusa želuca